# Сердюков, Виктор Иванович
Виктор Иванович Сердюков — мастер спорта СССР, тренер по боксу, заслуженный работник физической культуры и спорта Кубани, почётный гражданин муниципального образования Темрюкский район.

## Биография
Виктор Сердюков начал заниматься боксом у тренера Евгения Смолы в краевой школе бокса. Получил высшее образование в институте физкультуры. Стал заниматься тренерской работой в городе Темрюк в связи с приглашением своего тренера Евгения Смолы. За свою тренерскую карьеру подготовил мастера спорта международного класса Дмитрия Пирога, и был для спортсмена первым тренером. Изначально спортсмен стал заниматься боксом потому, что будущий тренер пообещал, что в секции они еще и в футбол играют — хотя на самом деле этого не было. Среди его учеников Сергей Сокольский, который прошел отбор для выступления на чемпионате России
.
Тренировал таких спортсменов, как В. Толкачев, В. Литкин, С. Портной, В. Поварницын, которые потом стали мастерами спорта России. Подготовил мастера спорта СССР А. Короткина. Около 1000 его учеников выполнили массовые разряды по боксу, и около 50 подопечных имеют первый разряд по боксу. Стаж тренерской деятельности составляет около 30 лет.
Виктору Сердюкову присвоение звание «Почётного гражданина муниципального образования Темрюкский район» согласно Решению № 567 от 6 сентября 2013 года.
В сентябре 2017 года проводился Открытый турнир по боксу на призы Виктора Сердюкова.